# Jozef Grešák
Jozef Grešák (* 30. Dezember 1907 in Bardejov; † 17. April 1987 in Bratislava) war ein slowakischer Komponist, Pianist und Organist.

## Leben
Als ältester Sohn des Kunstschnitzers und Steinmetzes Pavel Grešák im nordostslowakischen Bardejov geboren und musikalisch zunächst autodidaktisch u. a. Violine und Orgel lernend, besuchte Grešák 1923–1927 das Lehrerinstitut in Spišska Kapitula (Zipser Kapitel), wo er Kompositionsunterricht bei František (Fraňo) Dostalík erhielt. Der Versuch eines Weiterstudiums in Paris scheiterte an finanziellen Problemen, ebenso bestand er nicht die Aufnahmeprüfung für die Meisterklasse von Vítězslav Novák am Prager Konservatorium und auch der Wunsch, Privatschüler von Béla Bartók zu werden, ließ sich nicht realisieren. Resigniert beendete Grešák daraufhin sein kompositorisches Schaffen für rund zwei Jahrzehnte. Ab 1929 arbeitete er vor allem als Korrepetitor zunächst noch in der Slowakei, dann an verschiedenen tschechischen Theatern, darunter dem Prager Nationaltheater, wodurch ihm auch eine gewisse berufliche Sicherheit während des Zweiten Weltkriegs gegeben war. Werke aus seinen früheren Jahren gingen in dieser Zeit verloren. Erst 1949 kehrte er dauerhaft in die Slowakei zurück, wo er in der Folge für zwei Jahre als Musik- und Kunstlehrer am Gymnasium in Bardejov unterrichtete und außerdem Pianist des Ukrainischen Lied- und Tanzensembles in Medzilaborce war. Erst allmählich wurde er als markante Persönlichkeit des slowakischen Musiklebens wahrgenommen. Auch seine zweite Oper Neprebudený (1952) kam zu keiner Uraufführung. Er blieb vorerst im Osten des Landes und wirkte ab 1954 als Korrepetitor am Ukrainischen Nationaltheater, dem heutigen Theater Alexandra Duchnoviča im slowakischen Prešov. Ab 1955 erlebte er erstmals öffentliche Aufführungen seiner Musik, für die sich vor allem der Dirigent Ladislav Slovák einsetzte. Seit 1957 bekleidete Grešák die Funktion des Sekretärs der Košicer Sektion des Slowakischen Komponistenverbandes, wodurch er bis zu seiner Pensionierung finanziell abgesichert blieb. Mit Gründung der Staatsphilharmonie Košice kam es auch zu regelmäßigen Aufführungen seiner Werke in der Stadt. In seinen Funktionen den behördlichen Richtlinien folgend, stand Grešák dem kommunistischen System sehr distanziert gegenüber. Seine Kurzoper Zuzanka Hraškovie (1973) bezeichnete er später als einen Protest gegen die politische Unterdrückung. 1977 wurde er kurzzeitig inhaftiert, da man ihn für einen Unterzeichner der Petition der Bürgerrechtsbewegung Charta 77 hielt.
In seinem Schaffen ging Grešák von der spätromantischen Tradition und der Klangfarbigkeit des frühen 20. Jahrhunderts aus. Noch vor seiner Ausbildung bei Fraňo Dostalík – einem Schüler von Leoš Janáček – hatte er autodidaktische Versuche betrieben, zu denen etwa sein Klaviertrio gehört. Das wichtigste Werk seiner frühen Phase ist seine nicht erhalten gebliebene erste Oper Zlatulienka (1925/1926), mit der er sogar an einem Wettbewerb anlässlich des 100. Geburtstages von Bedřich Smetana teilnahm. In seiner zweiten Schaffensphase ab 1949 kann man Ansätze der Wiener Schule und Bartóks ebenso erkennen wie  ein Anknüpfen an der Auseinandersetzung mit sozialer Problematik und der Stellung des Individuums bei Janáček. Mit aktuellen Strömungen und Experimenten der internationalen Musikmoderne der zweiten Hälfte des 20. Jahrhunderts setzte er sich nur bedingt auseinander, sie fanden in seinem Œuvre kaum Niederschlag. Dennoch wurde sein zentrales Opus, die zweite Oper Neprebudený (1952) zur Entstehungszeit als musikalisch zu anspruchsvoll abgelehnt, was auch der kulturpolitischen Situation in der damaligen ČSSR zuzuschreiben sein dürfte. Ihre Uraufführung erfolgte erst infolge des Einsatzes des Dirigenten Bystrík Režucha im Oktober 1987 – ein halbes Jahr nach dem Tod des Komponisten – in konzertanter Form bei den Musikfestspielen in Bratislava. Grešáks Werke sind primär an modaler Tonalität orientiert, wie sie auch in der slowakischen Volksmusik besteht, deren Elemente er gerne für seine originäre Musik aufgriff, die er aber auch für vielfältige Arrangements heranzog. Die Lieder und Tänze, aber auch die geographischen Eigenheiten der östlichen Slowakei boten ihm eine ebenso wichtige Anregung wie historische und zeitgenössische slowakische Literatur.
1931 heiratete Grešák Gabriela Čičatková. 1934 kam die Tochter Eva zur Welt, die akademische Malerin wurde und mit dem Komponisten Ján Zimmer verheiratet war. Grešáks Enkel ist der Dirigent Richard Zimmer. Nach langer schwerer Krankheit verstarb Grešák in Bratislava. Er wurde in seiner Geburtsstadt Bardejov begraben, wo seit 1992 alljährlich das nach ihm benannte Festival „Organové dni Jozefa Grešáka“ stattfindet. Der Nachlass befindet sich teilweise im Šariš Museum in Bardejov, in Privatbesitz und in öffentlichen Sammlungen.

## Preise und Auszeichnungen (Auswahl)
- 1975: Titel „Zaslúžilý umelec“ (Verdienter Künstler) der ČSSR
- 1975: Ján-Levoslav-Bella-Preis für Améby
- 2011: Eintrag in das Goldene Buch der slowakischen Urheberrechtsgesellschaft SOZA für das Jahr 2010 (posthum)[8]
- 2013: Ehrenbürgerschaft der Stadt Bardejov (posthum)

## Werke (Auswahl)

### Oper
- Zlatulienka aneb Príchod Slovákov (Zlatuliena oder Die Ankunft der Slowaken), Text: Jozef Grešák nach Ján Hollý (1925/1926)
- Neprebudený (Unerwacht), Text: Jozef Grešák nach Martin Kukučín (1952, rev. vor 1982)
- S Rozárkou (Mit Rozárka), Text: Jozef Grešák nach Vincent Šikula (1970–1973)
- Zuzanka Hraškovie. Kammeroper nach einem Text von Pavol Országh Hviezdoslav (1973)[9]

### Ballett
- Radúz a Mahuliena (1954/1955)

### Schauspielmusik
- Hráči (Die Spieler) (1967)

### Solostimme(n), Chor und Orchester
- Povstanie. Pieseň o zemi zajtrajška (Aufstand. Ein Lied über das Land von morgen). Kantate nach einem Text von Miro Procházka[10] für Tenor, Bariton, gemischten Chor zwei Trompeten, acht Hörner, vier Posaunen und Schlagzeug (1959)
- Vysťahovalecké piesne (Auswanderer-Lieder) nach Volkspoesie für Sopran, Alt, gemischten Chor und Orchester (1961)
- Pesničky o Východoslovenskej nížine (Lieder aus der ostslowakischen Tiefebene) für gemischten Chor und Orchester (1963)
- Zemplínske variácie (Zemplín-Variationen) nach Worten von Pavol Horov[11] für Soli, gemischten Chor und Orchester (1965)
- Vokalsinfonie nach Volkspoesie für Sopran, Tenor, gemischten Chor und Orchester (1971)
- Panychída Kantate nach einem Text von Jiří Wolker und altslawischen Trauerriten für Sopran, Tenor, gemischten Chor und Orchester (1976)

### Orchester
- Karička. Tanz (1920)
- Magurský tanec (Tanz aus der Magura) (vor 1957)
- Východslovenská symfónia (Ostslowakische Sinfonie) (1958/1959)
- Sinfonia quasi una fantasia. Neufassung der Východslovenská symfónia (1962)
- Ouvertüre (1963)
- Rotory II. (Rotoren) (1969)
- Améby (Amöben). Ouvertüre für Orchester (1972)
- Vorspiel zur Oper S Rozárkou (1973)
- Konzertante Sinfonietta nach dem Concertino für Violine und Orchester (1976)
- Bardejoský kolonádny tanec (Bardejover Kolonnaden-Tanz) (1977)
- Präludium, Intermezzo und Tanz aus der Oper Neprebudený, arrangiert von Bystrík Režucha (1983)
- Sinfonietta nach der Konzertanten Sinfonietta, bearbeitet für großes Orchester von Bystrík Režucha (1990)
- Suite aus der Oper S Rozárkou, arrangiert von Jozef Podprocký (2007)

### Streichorchester
- Malá suita (Kleine Suite) (1957)

### Soloinstrument(e) und Orchester
- Kammersinfonie für Flöte, Oboe, Fagott und Streichorchester (1922/1923, rev. von Bystrík Režucha 1982)
- Concertino für Violine und Orchester (1954)
- Concertino Pastorale für Oboe, Englischhorn, Horn und Orchester (1965)
- Konzert für Klavier und Orchester (1965)
- Orgelsinfonie für Orgel und Orchester (1975)
- Hudba (Musik) für Klavier und Orchester (1980)

### Duos und Kammermusik
- Klaviertrio (1920)
- Morceau I. für Violine und Klavier (1963, rev. 1978)
- Hexódy für Klarinette und Klavier (1967)
- Morceau II. für Violine und Klavier (1968)

### Klavier solo
- Karička C-Dur (1921)
- Drei Stücke (1927)
- Sonatine (1928)
- Desať klavírnych skladieb (Zehn Klavierstücke) (1955)
- Divertimento (1956)
- Karičky. Tänze (1956)
- Rotory I. (Rotoren) (1966)
- Sonate (1969)

### Orgel solo
- Impulse (1967)
- Organová kniha pre Ivana Sokola (Orgelbuch für Ivan Sokol)[12] (1976)

### Gesang und Klavier
- Zwei Balladen für Sopran und Klavier (1928)
- Kravé sonety (Blutige Sonette) nach Worten von Pavol Országh Hviezdoslav für Gesang und Klavier (1969)
- Mierová pieseň (Friedenslied) nach Worten von Ján Šimonovič für Gesang und Klavier (1972)

### Chor a cappella
- Slovenské ľudové balady (Slowakische Volksballaden) für gemischten Chor (1953)
- Bardejovská balada (Bardejover Ballade) nach Volkspoesie für Männerchor (1954)
- Madrigal nach Worten von A. Obšutovej für Männerchor (1961)
- Vysťahovalecká (Auswanderer) nach Volksdichtung für doppelten Männerchor (1961)
- Stretnutie na Ringstrasse (Treffen auf der Ringstraße) nach einem Gedicht von Milan Rúfus für Frauenchor (1963)
- Nové Slovensko (Neue Slowakei) nach Worten von Vojtech Mihálik[13] für Männerchor (1963)
- Katka na omši (Katka bei der Messe) nach einem Text von Endre Ady in der Übersetzung von Ján Smrek für gemischten Chor (1968)
- Piesne na svadbe (Lieder zur Hochzeit) nach Volkspoesie für gemischten Chor (1970)
- Bájky Jonáša Záborského (Die Fabeln von Jonáš Záborský[14]) für gemischten Chor (1973)

### Filmmusik
- Kto kráča po ceste (Wer geht auf dem Weg), Buch und Regie: Vladimír Mináč (1967)
- Vysťahovalec (Emigrant). Fernsehfilm (1968)
- Ovčia slza (Schaftränen). Fernsehfilm (1973)

## Diskographie (Auswahl)
- Impulse – Ivan Sokol (Orgel) – auf: Súčasná slovenská organová tvorba (Opus, LP 1976)
- Pieseň und Modlitba aus Organová kniha pre Ivana Sokola – Mário Sedlár (Orgel) – auf: Organ Romantic in Opava (Diskant, CD 2009)
- Améby – Slowakische Philharmonie, Dirigent: Bystrík Režucha – auf: Opus 100 – Živý odkaz našej hudby (Opus, CD 2012)
- Prelúdium, Irmos und Toccata aus Organová kniha pre Ivana Sokola – Marek Štrbák (Orgel) – auf: Marek Štrbák. Orgelwerke ostslowakischer Komponisten (Slowakischer Musikfonds, CD 2019)
- Kammersinfonie, Klavierkonzert, Zuzanka Hraškovie Orgelsinfonie – Linda Ballová (Sopran); Ladislav Fanzowitz (Klavier); Marek Paľa (Orgel), Staatsphilharmonie Košice, Dirigent: Marián Lejava – auf: Jozef Grešák (Slowakischer Musikfonds, CD 2020)[15]